# T'Serstevens
T'Serstevens is een Belgische notabele en adellijke familie.

## Genealogie
- Jean-Baptiste t'Serstevens (1777-1851), x Isabelle Stevens (1771-1849)
  - Jean-Baptiste t'Serstevens (1802-1879), x Barbe T'Kint (1802-1882)
    - Edmond t'Serstevens (zie hierna)

  - Auguste t'Serstevens (1803-1893), x Marie T'Kint (1804-1833), xx Elisabeth Libotton (1839-1925)
    - Jean-Baptiste t'Serstevens (zie hierna)
    - Léon t'Serstevens (1836-1900), volksvertegenwoordiger, x Léonie Lyon (1839-1925)
      - Georges t'Serstevens (zie hierna)
      - Gaston t'Serstevens (zie hierna)

## Edmond t'Serstevens
- Edmond Joseph t'Serstevens (Brussel, 9 augustus 1835 - Stavelot, 21 februari 1915) verkreeg in 1907 opname in de Belgische erfelijke adel en in 1914 de titel ridder, overdraagbaar bij mannelijke eerstgeboorte. Hij was provincieraadslid van Luik en trouwde in 1859 in Stavelot met Jeanne-Marie Nicolaÿ (1840-1919). Het echtpaar kreeg negen kinderen.
  - Marie t'Serstevens (1859-1945), trouwde in 1880 in Stavelot met Stanislas Vercruysse (1852-1935). Ze kregen een zoon en drie dochters, met afstammelingen tot heden.
  - Jean-Baptiste t'Serstevens (1861-1934), lid van de Hoge Bosraad, trouwde in 1884 in Brussel met Jeanne van Hoorde (1864-1934). Ze kregen een dochter.
    - Marthe t'Serstevens (1884-1946), trouwde in 1909 in Stavelot met burggraaf René de Biolley (1880-1935), griffier van de Senaat. Ze kregen twee zoons en een dochter, met afstammelingen tot heden.

  - Antoinette t'Serstevens (1862-1957), trouwde in 1887 in Stavelot met Arnold Godin (1859-1925), bestuurder van de Société anonyme des Charbonnages de Gosson-Kessales. Ze kregen twee zoons, waaronder Arnold Godin, en een dochter, met afstammelingen tot heden.
  - Louis t'Serstevens (1868-1947), burgemeester van Stavelot en lid van de Hoge Raad voor Eupen en Malmedy, trouwde in 1895 in Gent met Marguerite Lippens (1874-1911). Ze kregen een zoon en drie dochters, met afstammelingen tot heden. Hij hertrouwde in 1917 in Brussel met burggravin Marthe Vilain XIIII (1873-1938), dochter van burggraaf Stanislas Vilain XIIII, burgemeester van Bazel, provincieraadslid van Oost-Vlaanderen en senator. Het huwelijk bleef kinderloos.
    - Madeleine t'Serstevens (1896-1975), schepen van Sint-Truiden, trouwde in 1920 in Stavelot met Gustave Lejeune de Schiervel (1877-1931). Het huwelijk bleef kinderloos. Het echtpaar woonde op het kasteel van Nonnenmielen in Metsteren. Ze schonk het kasteel van Schabroek in Guvelingen aan de Broeders van de Christelijke Scholen.
    - Jean t'Serstevens (1897-1970), trouwde in 1924 in Elsene met Marie-Louise de Halloy (1901-1985), dochter van Paul de Halloy, provincieraadslid. Ze kregen vier zoons en twee dochters, met afstammelingen tot heden.

  - Henri t'Serstevens (1869-1955), trouwde in 1904 in Pittem met Régine Joos de ter Beerst (1889-1967), dochter van Eugène Camille Joos de ter Beerst, burgemeester van Pittem en provincieraadslid van West-Vlaanderen. Ze kregen twee zoons en twee dochters.
    - Jacques t'Serstevens (1905-1941), trouwde in 1930 in Antwerpen met Madeleine Gustin (1907-2009). Ze kregen twee dochters, met afstammelingen tot heden.
    - Germaine t'Serstevens (1906-), trouwde in 1930 in Stavelot met ridder Paul de Harenne (1906-1946), kleinzoon van ridder Simon de Harenne.
    - Pierre t'Serstevens (1908-1969), trouwde in 1936 in Pepinster met Monique del Marmol (1912-2003). Ze kregen drie zoons en vijf dochters, met afstammelingen tot heden.
    - Élisabeth t'Serstevens (1916-2000), trouwde in 1942 in Luik met baron Baudouin del Marmol (1917-1974). Ze kregen vijf zoons en een dochter, met afstammelingen tot heden.

  - Grégoire t'Serstevens (1870-1951), burgemeester van Baillonville, trouwde in 1898 in Baillonville met Emilie Massange (1871-1934). Ze kregen vier zoons en vijf dochters, met afstammelingen tot heden, maar met vooruitzicht van uitdoven in de mannelijke lijnen.
    - Marie t'Serstevens (1900-1989), trouwde in 1937 in Stavelot met jhr. Jacques Cardon de Lichtbuer (1894-1941), burgerlijk ingenieur en burgemeester van Destelbergen. Ze kregen een zoon en dochter, maar zonder nakomelingen.
    - Gaston t'Serstevens (1904-1989), trouwde in 1952 met Christiane Maertens de Noordhout (1924-2008). Ze kregen een zoon, met afstammelingen tot heden.
    - Yvonne t'Serstevens (1905-1998)
    - Léon t'Serstevens (1908-1992), trouwde in 1954 in Embourg met Joséphine Meuwissen (1918-2001). Het huwelijk bleef kinderloos.
    - Agnès t'Serstevens (1909-1970)
    - Paul t'Serstevens (1912-1996), trouwde in 1946 in Brussel met Monique van de Walle de Ghelcke (1911-1999), dochter van Richard van de Walle de Ghelcke, secretaris van de gouverneur van West-Vlaanderen. Ze kregen een zoon en een dochter, met afstammelingen tot heden.
    - Juliette t'Serstevens (1914-1999)
    - Marthe t'Serstevens (1919-2013)

  - Albert t'Serstevens (1874-1913), trouwde in 1899 in La Roche-en-Ardenne met Marie de Halleux (1877-1967). Ze kregen zeven zoons en drie dochters, met afstammelingen tot heden.
    - Anne-Marie t'Serstevens (1900-1923), trouwde in 1921 in Stavelot met Georges Gendebien (1889-1940), zoon van Léon Gendebien, advocaat, gemeenteraadslid van Thuin, burgemeester van Marbaix-la-Tour en volksvertegenwoordiger. Het huwelijk bleef kinderloos.
    - Edmond t'Serstevens (1901-1977), advocaat-generaal in Belgisch-Congo, trouwde in 1932 in Sint-Joost-ten-Node met Marie-Victoire Bonmariage (1906-2001). Ze kregen twee zoons en vijf dochters, met afstammelingen tot heden.
    - Marc t'Serstevens (1902-1978), trouwde in 1927 in Wépion met Geneviève de Wasseige (1905-1928). Het huwelijk bleef kinderloos. Na haar overlijden hertrouwde hij in 1933 in Gentbrugge met Anne-Marie Mols (1911-2002). Ze kregen drie zoons en twee dochters, met afstammelingen tot heden.
    - Claire t'Serstevens (1904-1986)
    - Monique t'Serstevens (1905-1973)
    - Bruno t'Serstevens (1908-1978), trouwde in 1933 in Wépion met Agnès de Wasseige (1911-2009), zus van Geneviève de Wasseige. Ze kregen vier dochters, met afstammelingen tot heden.
    - François t'Serstevens (1911-1979), trouwde in 1848 in Brussel met Claude du Bois d'Aische (1922-2018). Ze kregen vier zoons en drie dochters, met afstammelingen tot heden.
    - Vincent t'Serstevens (1912-2002), priester
    - Albert t'Serstevens (1913-1997), magistraat, trouwde in 1950 in Landegem met Marie Mahy (1918-). Ze kregen een zoon en vier dochters, met afstammelingen tot heden.

## Jean-Baptiste t'Serstevens
- Jean-Baptiste t'Serstevens (Brussel, 1 september 1831 - Marbaix-la-Tour, 5 februari 1910), burgemeester van Thuin en Marbaix-la-Tour, provincieraadslid van Henegouwen, volksvertegenwoordiger en senator, trouwde in 1859 in Bergen met Alix Troye (1832-1888), dochter van Louis Troye, vrederechter, arrondissementscommissaris van Thuin, gemeenteraadslid van Thuin, gouverneur van Henegouwen en volksvertegenwoordiger. Hij werd in 1907 opgenomen in de Belgische erfelijke adel. Ze kregen een zoon en een dochter.
  - Louise t'Serstevens (1862-1932), trouwde in 1882 in Thuin met Léon Gendebien (zie hierboven). Ze kregen twee zoons, waaronder Paul Gendebien, en een dochter, met afstammelingen tot heden.
  - Marc t'Serstevens (1863-1907), buitengewoon gezant en gevolmachtigd minister, bleef vrijgezel en overleed nog voor zijn ouders. Deze familietak is uitgedoofd.

## Georges t'Serstevens
Georges Ghislain Joseph Léon t'Serstevens (Sint-Joost-ten-Node, 27 december 1859 - Itter, 9 januari 1915) verkreeg in 1907 opname in de Belgische erfelijke adel. Hij trouwde in 1890 in Sint-Joost-ten-Node met Émérence Jolly (1870-1955), dochter van burggraaf Ferdinand Jolly, luitenant-generaal, vleugeladjudant van koning Leopold II en burgemeester van Heikruis, en kleindochter van baron André Jolly. Het huwelijk bleef kinderloos en deze familietak doofde uit.

## Gaston t'Serstevens
Gaston Ghislain Paul Auguste t'Serstevens (Sint-Joost-ten-Node, 18 november 1861 - Bonn, 15 december 1909) trouwde in Brussel in 1885 (echtscheiding in 1891) met Marguerite Marbais du Graty (°1864). Het echtpaar bleef kinderloos en deze familietak doofde uit.